# چیتبال
چیتبال، بخشی از یک پروژه زیست‌محیطی برای حفاظت از یوزپلنگ آسیایی است. امروزه جدا از هم و به عنوان نماد گونه در معرض خطر یوزپلنگ آسیایی شناخته می‌شوند. در جریان حضور تیم ملی فوتبال ایران در جام جهانی ۲۰۱۴، طرحی از یوزپلنگ آسیایی به عنوان یکی از گونه‌های نادر و در معرض خطر بر روی پیراهن این تیم نقش بست.
نام چیتبال تلفیقی است از چیتا (ترجمه یوزپلنگ) و فوتبال (Cheetball ادغام شدهٔ دو واژهٔ Cheetah + football است)
فرق چیتبال‌ها در رنگ چشم‌هایشان است؛ رنگ چشم چیتبال دلبر قرمز و رنگ چشم چیتبال کوشکی سبز است.
کوشکی و دلبر یک جفت یوزپلنگ آسیایی هستند که هم‌اکنون در اسارت و در دو مکان مختلف دور از هم نگهداری می‌شوند. "کوشکی" نر در حصاری به وسعت ۱۲ هکتار در پناهگاه حیات وحش میاندشت در ۱۰ کیلومتری شرق جاجرم در شرایط نیمه‌اسارت نگهداری می‌شود. یک شکارچی به نام "کوشکی" این یوزپلنگ را در زمانی که یک توله بود به سازمان محیط زیست هدیه داد. "کوشکی" پس از نگهداری یک ساله در پارک پردیسان تهران، به منطقه حفاظت شده میاندشت فرستاده شد. دلبر ماده در سال ۱۳۹۰ در منطقه توران دیده شد و در حال حاضر در پارک ملی توران در محیط فنس کشی شده نگهداری می‌شود. "دلبر" در حال حاضر با خرگوش زنده و گوشت گوسفند تغذیه می‌کند.
پیش از دلبر و کوشکی آخرین یوزپلنگ آسیایی در اسارت ماریتا نام داشت که در سال ۱۳۸۲ در پارک پردیسان تهران تلف شد.

## مأموریت چیتبال‌ها
مأموریت چیتبال‌ها این است که مردم ایران و جهان را با تنوع زیستی و همچنین گونه در معرض انقراض آشنا کنند.
چیتبال‌ها سفر می‌کنند و سفرنامه می‌نویسند. آن‌ها قرار است به همه جای ایران و جهان سفر کنند و پیام محیط زیستی خود را به ساکنان دنیا برسانند. درضمن منظورشان از ساکنان دنیا، فقط آدم‌ها نیستند، جانورها و گیاهان و حتی بی جان‌ها هم هستند. ماحصل این سفرنامه‌ها در فضای مجازی ثبت خواهد شد.

## لوازم جانبی چیتبال‌ها
لوح تقدیر؛ چیتبال کوشکی شاخه‌ای از برگ زیتون و «چیتبال دلبر» یک شاخه گل سرخ در دست دارد و به افرادی که در زمینه‌های مربوط به فرهنگ، طبیعت ایران و جهان کار شایسته‌ای انجام دهند، اهدا می‌شود.
مهر؛ نمادی از رد پای یوزپلنگ آسیایی است که در پای تقدیرنامه‌ها زده خواهد شد.
چادر مسافرتی تک نفره؛ که از اجزای جدانشدنی کوهنوردان می‌باشد و از پارچه ضدآب توسط نگار و مریم معماری در شیراز ساخته شد.
چراغ پیشانی؛ یکی از ضروریات یک سفر طبیعت گردی یا کوهنوردی است که با داشتن آن دو دست آزاد می‌ماند. چراغ پیشونی چیتبال کوشکی در شیراز توسط نادره توانا و یحیی رعیت ساخته شد.
باتوم کوهنوردی؛ که نقش آن حفظ تعادل بدن در تمام شرایط محیطی برای یک کوهنورد می‌باشد و جنس آن استینلس استیل ۳۱۶ می‌باشد. این وسیله نیز توسط نادره توانا و یحیی رعیت ساخته شد.
کلنگ کوهنوردی؛ ابزاری مهم در کوهنوردی به شمار می‌رود که همراه داشتن آن در زمستان جزء واجبات است و جنس آن استینلس استیل ۳۱۶ می‌باشد. این وسیله نیز توسط نادره توانا و یحیی رعیت ساخته شد.
شال گردن چیتبال کوشکی؛ به عنوان یکی از اصلی‌ترین وسایل او جهت صعود به کوه می‌باشد و از این پس همواره بر گردن او خواهد بود که توسط اختر یزدانی در شیراز بافته شد.
شناسنامه بهداشتی چیتبال کوشکی؛ که مشخصات و مراقبت‌های آنان در آن نوشته شده‌است. این شناسنامه توسط درمانگاه دامپزشکی آریاوت شیراز با مهر و امضای دکتر بهرام سبوکی صادر گردید.
کوله پشتی؛ یکی از تجهیزات کوهنوردی است که جهت حمل وسایل و لوازم از آن استفاده می‌شود. این وسیله نیز توسط خاطره توانا و نادره توانا در شیراز ساخته شد.
نشان کمیته ملی المپیک؛ که توسط نایب رئیس فدراسیون ژیمناستیک (جناب آقای عباسعلی توانا) در شیراز به او اهدا شد.
پرچم.
کارت راهنمای گردشگری؛ چیتبال‌ها در برخی از فعالیت‌هابشان به عنوان راهنمای گردشگری با گردشگران همراه می‌شوند و برای این کار نیاز به کارت راهنمای گردشگری دارند. این کارت توسط ویدا ولی‌زاده طراحی شده‌است.
گردنبند دلبر؛ که که قرار است پس از ازدواج با کوشکی، به گردن دلبر آویخته شود

## نگارخانه

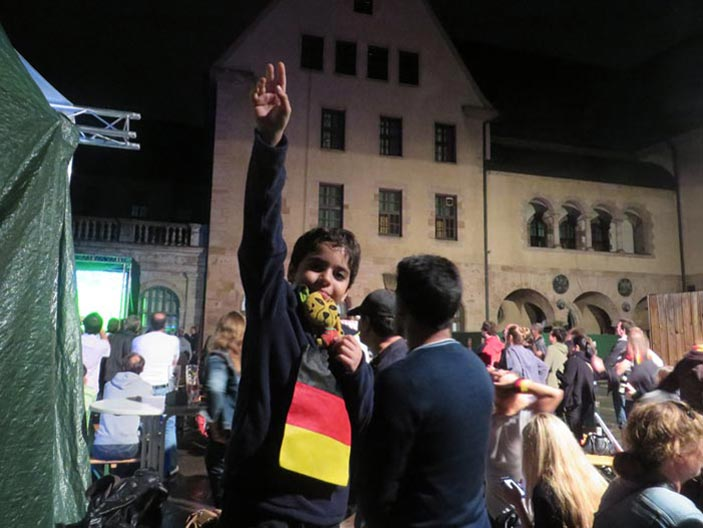
دلبر در کنار مردم آلمان در زمان جشن قهرمانی این کشور در جام جهانی ۲۰۱۴
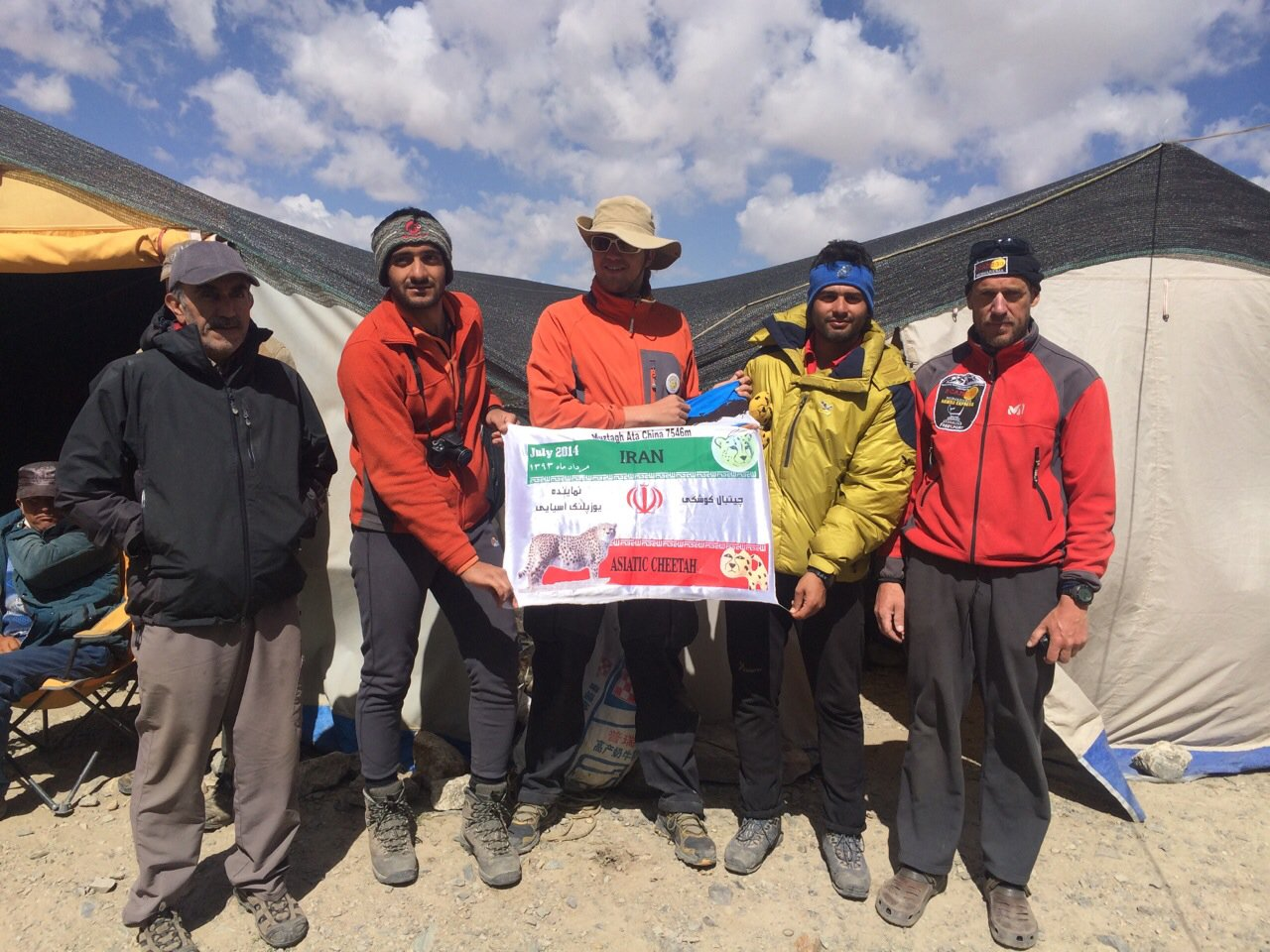
کوهنوردان ایرانی در حال اهدا نشان یوز و توضیحات در مورد این گونه به گروه اسپانیایی
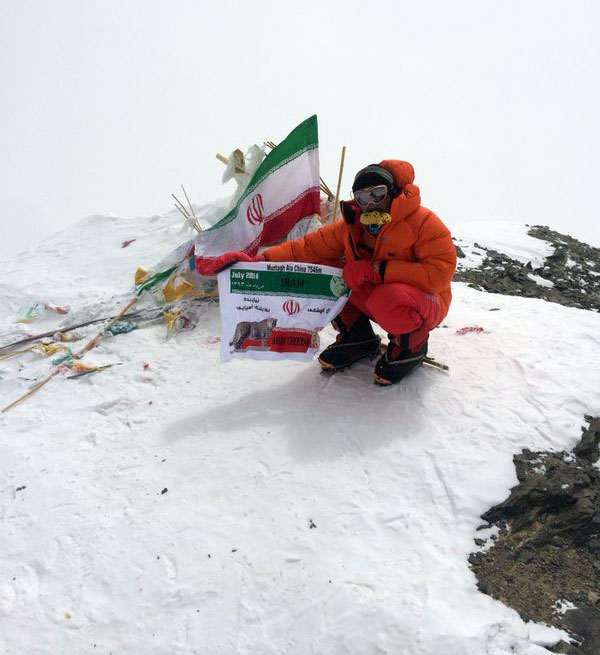
چیتبال کوشکی و پرچم صعود چیتبال به همراه میلاد کشاورزی در ارتفاع ۷۵۴۶ متری برفرازقله موستاق آتاچین از قلل رشته کوه هیمالیا که به پدرکوه یخی جهان معروف است
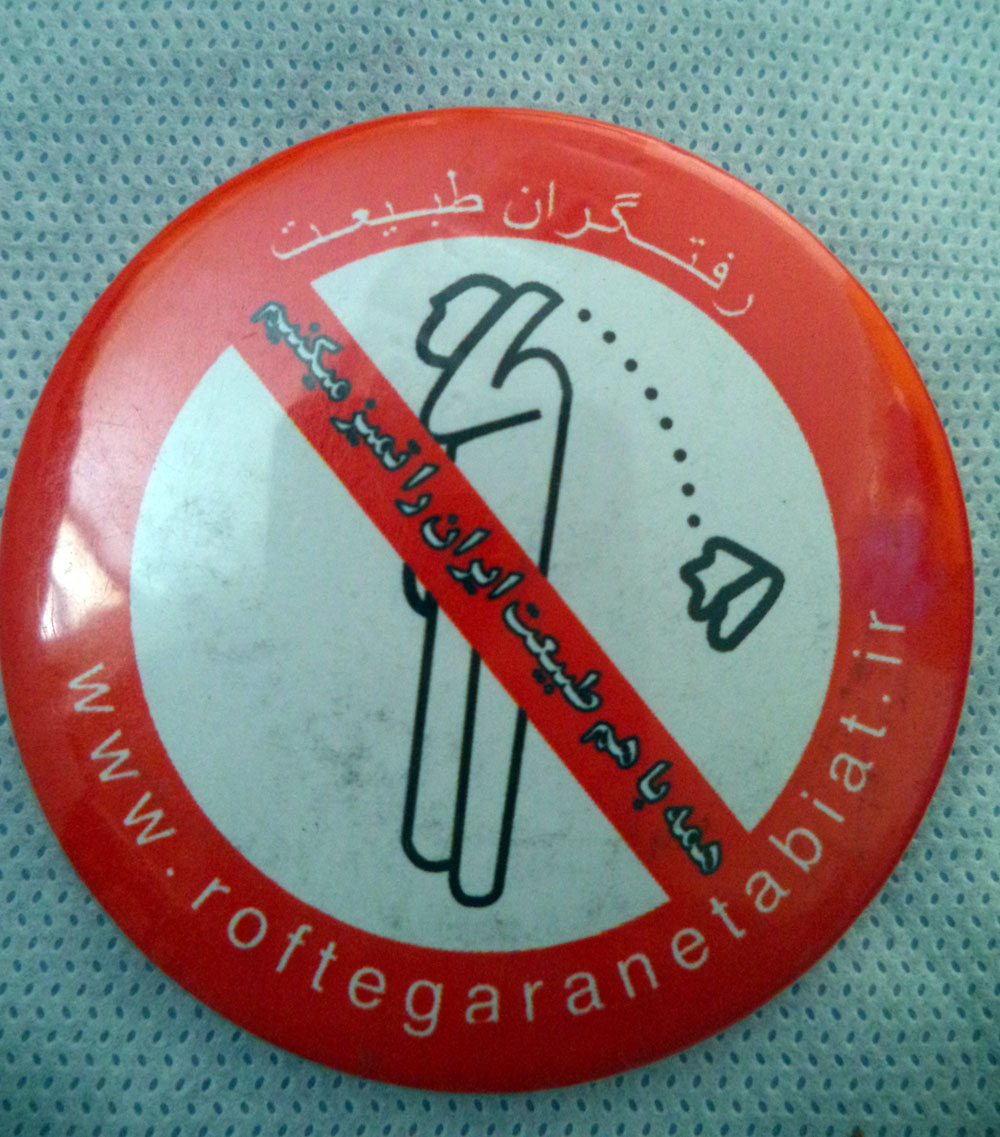
پیکسل رفتگران طبیعت هدیهٔ رفتگران طبیعت شهر مشهد
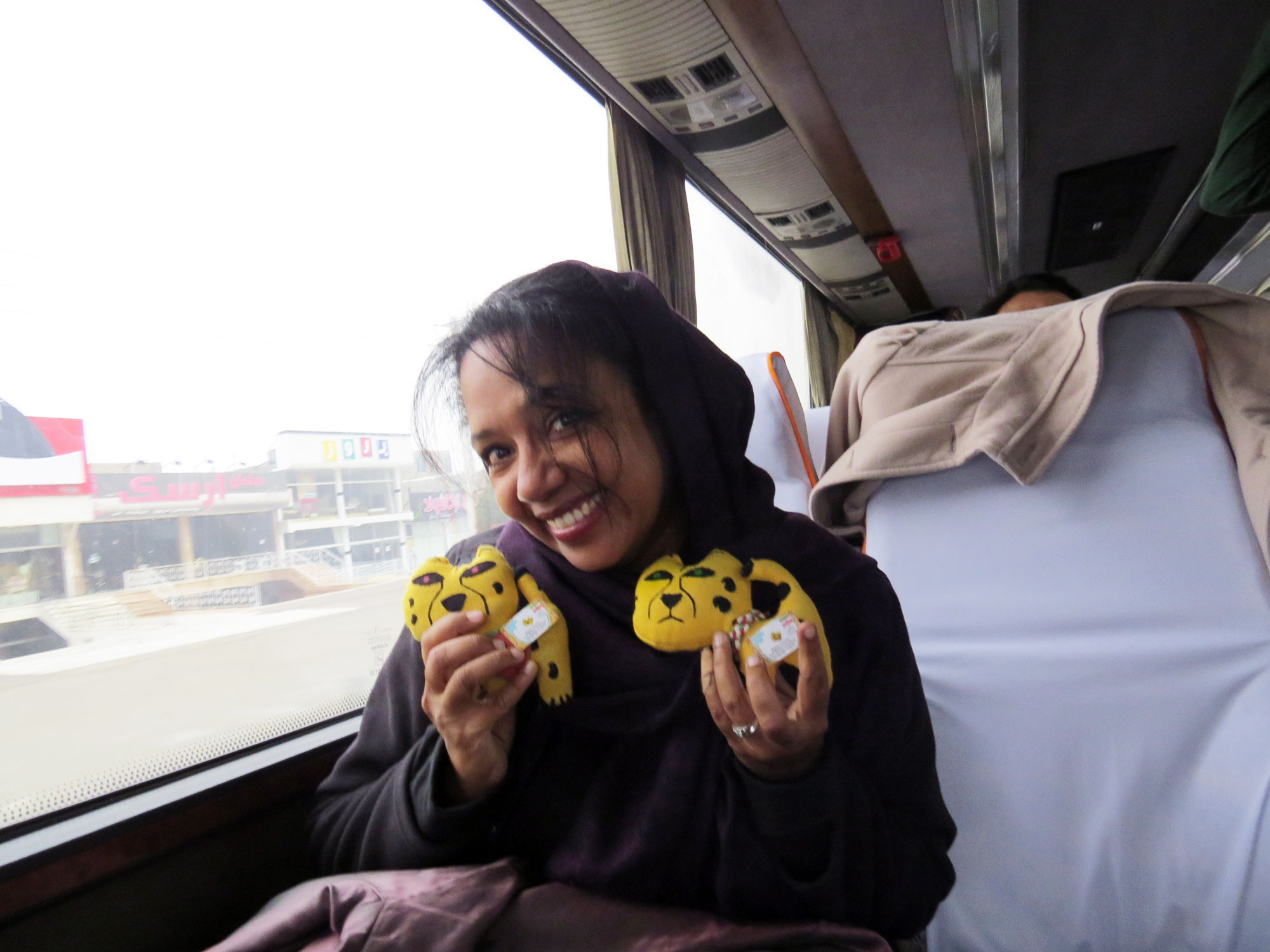
چیتبال‌ها در دستان خانم روبی روی نایب رئیس فدراسیون جهانی راهنمایان گردشگری